# Râul Boții
Râul Boții este un curs de apă, afluent al râului Iada.